# Cl* 1806-20
Cl* 1806-20 é um aglomerado estelar pesadamente obscurecido no outro lado da Via Láctea, a aproximadamente 50 000 anos-luz de distância. Ele contém o repetidor de raios gama suaves SGR 1806-20 e a hipergigante azul variável luminosa LBV 1806-20, uma candidata a mais luminosa estrela de toda a Galáxia. Crê-se que provavelmenteLBV 1806-20 e muitas outras estrelas massivas no aglomerado terminaram como supernovas há milhões de anos, levando a formar estrelas de nêutrons e buracos negros como remanescentes.
O aglomerado é pesadamente obscurecido pela poeira interestelar, e principalmente visível em infravermelho. Ele é parte de uma grande região HII e gigante nuvem molecular, conhecida como W31. Ele tem um centro compacto (diâmetro ~0,2 pc) com um halo mais estendido (diâmetro ~2 pc) contendo as LBV's,  e também contém pelo menos três estrelas de Wolf-Rayet (dos tipos WC8, WN6 e WN7) e uma supergigante OB, e outras quantidades de estrelas jovens massivas